# Woringen
Woringen é um município da Alemanha, situado no distrito de Baixa Algóvia, no estado da Baviera. Tem 17,54 km² de área, e sua população em 2019 foi estimada em 2.102 habitantes.